# Phare de Taguermess
Le phare de Taguermess ou phare de Ras Taguermess est un phare situé à la pointe orientale de l'île de Djerba (dépendant du gouvernorat de Médenine en Tunisie).
Les phares de Tunisie sont sous l'autorité du Service des phares et balises de la République tunisienne (SPHB).

## Description
Le phare, qui est un feu de quatrième ordre, est mis en service en août 1895. Il se trouve à l'est de l'aéroport international de Djerba-Zarzis et à environ vingt kilomètres au sud-est de Houmt Souk. C'est une tour tronconique effilé, avec galerie et lanterne, de 49 mètres de haut attachée à une maison de gardiens de deux étages. La tour est peinte en blanc avec trois bandes horizontales rouges et la galerie et la lanterne sont peintes en rouge. Il émet, à une hauteur focale de 64 mètres au-dessus du niveau de la mer, un éclat blanc toutes les secondes, visible jusqu'à 43 kilomètres.
Le phare marque la pointe orientale de l'île de Djerba. C’est le plus haut phare de Tunisie et c’est l’un des tout premiers phares en béton. Accessible par la route à proximité d’un parc d'attractions et d'une ferme aux crocodiles, le site est ouvert au public, mais le phare ne se visite pas.
Identifiant : ARLHS : TUN010 - Amirauté : E6332 - NGA : 21764.
|                         |
| Environnement du phare. |

|                            |
| Silhouette de la lanterne. |

### Lien connexe
- Liste des principaux phares de Tunisie
- Liste des phares et balises de Tunisie